# Genocidio (documental)
Genocidio es un documental estadounidense de 1982 sobre el Holocausto, dirigido por  Arnold Schwartzman. En 1981, ganó el Premio de la Academia como mejor documental largo.